# Fesso... e tutto il resto
Fesso... e tutto il resto è un album di Leone Di Lernia uscito nel 1997. L'album è suddiviso in 14 brani.

## Tracce
1. Rimbambeit (Tic tic tac) - 3:48 (Braulino-Lima)
2. Fesso (ca' nisciuno è fesso) Festival version - 3:39 (D. Ceglie-Names-Di Lernia)
3. Gita in famiglia - 4:10 (D. Ceglie-Names-Di Lernia)
4. Peccato - 3:09 (D. Ceglie-Names-Di Lernia)
5. Il travestito - 3:00 (D. Ceglie-Names-Di Lernia)
6. Balla-o balla-o - 3:21 (L. Rosi-M. Ceramicola-P. Landro)
7. Voglio fare tantii soldi - 3:10 (L. Rosi-M. Ceramicola)
8. Salut' m a sord - 2:47 (D. Ceglie-Names-Di Lernia)
9. Ti si mangiate la banana (The Rhythm of the Night) - 4:25 (F. Bontempi-A. Gordon-G. Spagna)
10. Tu non trombi più - 4:21 (D. Ceglie-Names-Di Lernia)
11. Dai Maria - 3:52 (D. Ceglie-Names-Di Lernia)
12. Lasciame ste' (How Gee) - 4:05 (M. Percali-P. Landro)
13. Agenzia matrimoniale - 3:00 (D. Ceglie-Names-Di Lernia)
14. Fesso (ca' nisciuno è fesso) Long version - 4:52 (D. Ceglie-Names-Di Lernia)